# National Trust for Scotland
National Trust for Scotland (skotsk gælisk: Urras Nàiseanta na h-Alba)er en skotsk kulturarvsorganisation, der varetager historiske bygninger i Skotland. Det er den største medlemsorganisation i Skotland, go den beskriver sig selv som ""bevaringsvelgørenheden, der beskytter og fremmer Skotlands natur- og kulturarv for nuværende og fremtidige generationer kan nyde den".
Trusten ejer og driver omkring 130 ejendomme og 73.000 ha jord, inklusive borge, gamle huse, historiske steder, haver, kystlinje, bjerge og landskaber. Den tjener samme funktion som National Trust, der dækker England, Wales og Nordirland og andre national trusts rundt om i verden.
Organisationen havde i 2021 469 fuldtidsansat og omkring 310.000 medlemmer.

## Mest besøgte ejendomme
I 2021 havde National Trust for Scotland 2,2 mio. besøgende fordelt på sine forskellige ejendomme, hvoraf 1,3 mio. besøgte ejendomme, hvor der skulle betales for adgang. I 2016 var de 10 mest besøgte ejendomme:
| #  | Ejendom                         | Lokation              | Besøgende |
| -- | ------------------------------- | --------------------- | --------- |
| 1  | Robert Burns Birthplace Museum  | South Ayrshire        | 236.000   |
| 2  | Glenfinnan Monument             | Highland              | 187.000   |
| 3  | Culzean Castle and Country Park | South Ayrshire        | 154.000   |
| 4  | Glen Coe                        | Highland              | 133.000   |
| 5  | Culloden                        | Highland              | 118.000   |
| 6  | Threave Gardens                 | Dumfries and Galloway | 57.000    |
| 7  | Inverewe Garden                 | Highland              | 56.000    |
| 8  | Falkland Palace                 | Fife                  | 43.000    |
| 9  | Crathes Castle and Gardens      | Aberdeenshire         | 42.000    |
| 10 | Drum Castle                     | Aberdeenshire         | 25.000    |